# Stenobracon karnalensis
Stenobracon karnalensis är en stekelart som beskrevs av Lal 1939. Stenobracon karnalensis ingår i släktet Stenobracon och familjen bracksteklar. Inga underarter finns listade i Catalogue of Life.